# ゆめタウン別府

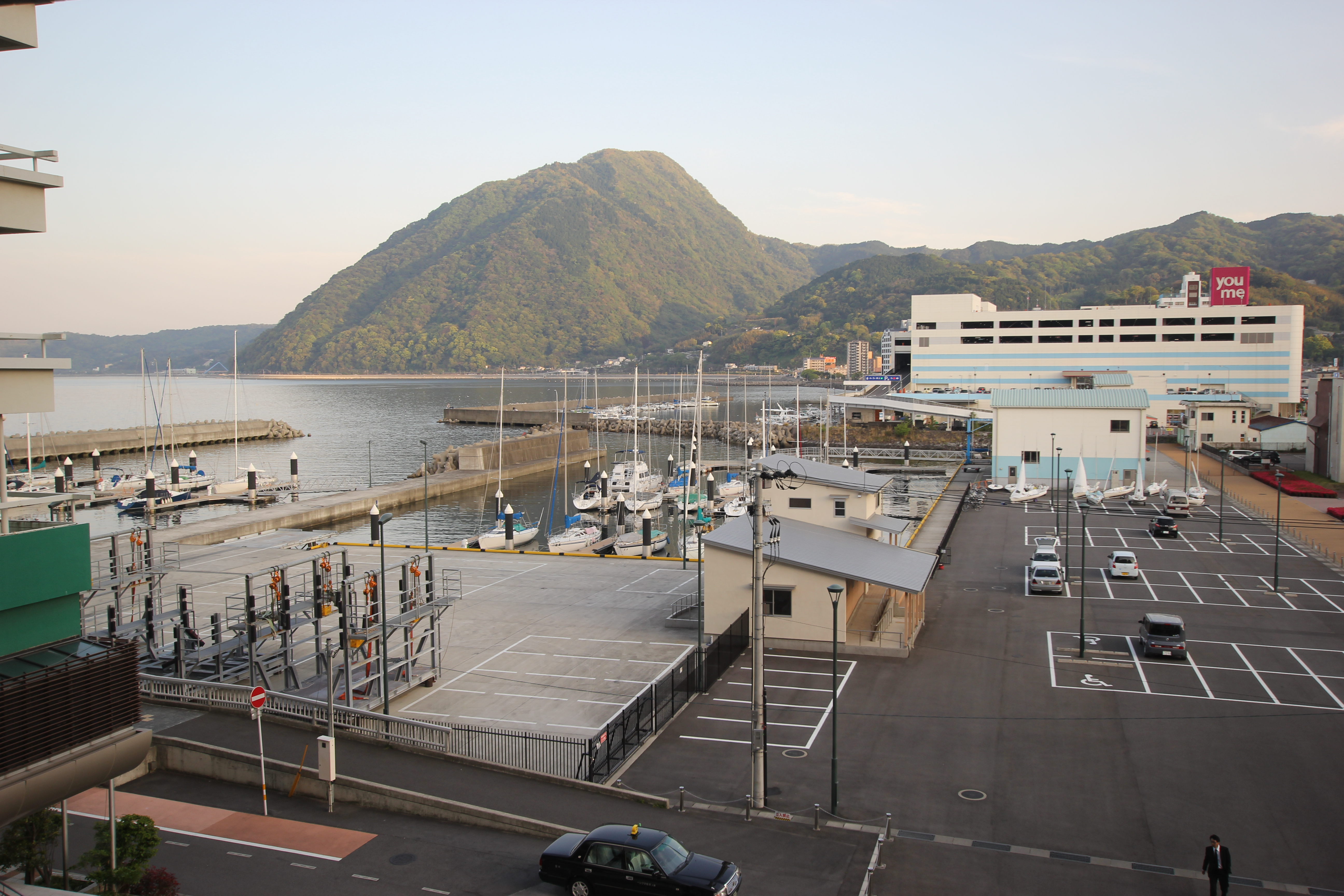
楠港跡地に建設されたゆめタウン別府。背景は高崎山。

ゆめタウン別府（ゆめタウンべっぷ）は、大分県別府市にある、株式会社イズミが運営するショッピングセンターである。

## 概要
楠港（旧別府港）跡地の市有地に、2007年（平成19年）11月29日に開業した。交通量の多い国道10号（別大国道）に面する別府市の中心市街地に位置している。
- 所在地 - 大分県別府市楠町382番7号
- 敷地面積 = 21,300m2[3]
- 延床面積 - 87,735m2[4]
- 売場面積 - 21,000m2[5]
- 年商 - 94億円（イズミ 45億円、テナント 49億円）- 2010年2月期見込[6]。
- 営業時間[7]
  - 食品売場 - 9:30 - 21:00
  - その他売場（一部のテナントを除く） - 9:30 - 21:00
  - フードコート - 10:00 - 21:00
  - レストラン街 - 11:00 - 21:00

## 沿革

### 出店まで
楠港跡地は、1992年（平成4年）12月に埋立てが完成。大規模ホテルの誘致も検討されたが、実現しなかった。2000年（平成12年）2月に策定された「別府市中心市街地活性化基本計画」では、楠港跡地において、国際ホテル・ウォーターフロントガーデン・ショッピングプロムナード・アミューズメント施設等の複合的な開発を目指すこととされ、2004年（平成16年）1月から事業計画の公募を行った結果、同年8月にイズミによる計画が選定された。
しかし、この計画には別府商工会議所などが反対し、市を二分する議論となった。別府商工会議所が主催した出店反対を訴える抗議集会には、会場の定員1,000人を越える1,500人が参加した。誘致推進派であった市長の浜田博は2005年1月に計画の凍結を表明し、開発計画関連議案の議会提出を見送ったが、翌2006年（平成18年）1月に凍結解除を表明。同年4月には任期半ばで辞職し、誘致の是非を争点とする出直し選挙が行われた。この選挙では浜田が再選し、同年6月2日に別府市とイズミの間で立地協定が結ばれ、ゆめタウン別府の進出が決定した。

### 2期計画
ゆめタウン別府出店時の立地協定には、2期計画としてシネマコンプレックスなどを建設することが盛り込まれていた。この新館は、国道10号を挟んで本館向かい側にあった商工会館が移転した後、その跡地を取得して建設する計画であった。2008年（平成20年）7月9日に、内閣総理大臣の認定を受けた「別府市中心市街地活性化基本計画」において、「国の支援がないその他の事業」としてイズミ主体でのゆめタウン別府新館（シネマコンプレックス）建設が盛り込まれた。同計画では規模は4 - 7スクリーンとされていた。
イズミは、2008年（平成20年）3月8日に、2009年（平成21年）4月までに2期計画事業に着手するという確約書を別府市に提出したが、2009年（平成21年）12月23日には収益悪化などを理由に延期を表明した。別府市は、2014年（平成26年）9月18日に、イズミとの協議の結果、実現は困難との認識を示している。当時、イズミ側は、シネマコンプレックスは大分駅の新駅ビルJRおおいたシティにも入居する予定があるなど供給過剰であり、将来的にも設置が難しいとの見解を示したとされる。

### 年表
- 2006年（平成18年）10月10日 - 着工[3]。
- 2007年（平成19年）
  - 11月27日 - プレオープン[2]。
  - 11月29日 - グランドオープン[2]。
- 2013年（平成25年）11月20日 - リニューアルオープン[19]。

## 館内
- 屋上・5階・4階 - 駐車場
- 3階 - リビング・明林堂書店・フードコート ほか
- 2階 - ファッション・インポート（X-SELL）・ダイソー ほか
- 1階 - 食料品・薬局・レストラン ほか
- 地階 - 駐車場

### 過去に存在した主要テナント
- ブルズキッチン（大分県内から撤退）
- カフェ ラ・パウザ（大分県内から撤退）
- ケンタッキーフライドチキン（店舗縮小を経て別府駅周辺から再撤退、以前は別府駅に出店）
- 3can4on（シューラルーに業態転換・フロア移転）
- オレンジハウス（大分県内から撤退）
- 手芸のいとや（現在はトキハ別府店に出店）
- シュガージュネス（現在はトキハ別府店に出店）

## アクセス
- 鉄道：九州旅客鉄道（JR九州）日豊本線別府駅より徒歩10分[2]、東別府駅より徒歩15分。
- バス：亀の井バス・大分交通「流川ゆめタウン前」停留所すぐ。

### 付近の主要道路
- 国道10号（別大国道）
- 大分県道52号別府庄内線（流川通り）
- 秋葉通り

## 周辺施設

### 商業施設
- トキハ別府店
- マルショク流川通り店（2016年9月に旧マルショク流川店跡地に開業）
- マルミヤストア別府駅店
- 別府駅商業施設（別府駅市場商店街、BIIS南館専門店街、B-passageなど）
- ヤマダ電機テックランド別府駅前店
- エディオン別府店

### 商店街
- ソルパセオ銀座商店街
- 流川通り商店街
- 竹瓦小路商店街

### その他
- 竹瓦温泉
- 北浜公園
- 北浜ヨットハーバー
- 別府タワー